# Ubuntu for Android
Ubuntu for Android - це варіант Ubuntu, який компанія Canonical розробляла для роботи на телефонах Android. Очікувалося, що вона буде поставлятися в попередньо встановленому вигляді на кілька моделей телефонів. Ubuntu for Android була показана на виставці Mobile World Congress 2012. Пізніше в 2014 році було заявлено про припинення розробки проекту.

## Функції
- Ubuntu і Android запускають одночасно на мобільному пристрої, без емуляції чи віртуалізації, і без потреби в  перезавантаженні. Це можливо завдяки тому, що Ubuntu і Android використовують одне й те ж ядро Linux.
- Коли пристрій підключено до компʼютерного монітору, він відображає стандартний робочий стіл Ubuntu Unity.
- Коли пристрій підключено до телевізора, він відображає інтерфейс Ubuntu TV.[2]
- Можна запускати стандартні програми Ubuntu, на кшталт  Firefox, Thunderbird, VLC, тощо.
- Можна запускати Android-програми на робочому столі Ubuntu.[3]
- Здійснення і прийом дзвінків і SMS безпосередньо з робочого столу.

## Системні вимоги
За інформацією Canonical пристрій повинен був задовольняти такі мінімальні системні вимоги:
- 2-ядерний процесор з тактовою частотою 1 ГГц
- Прискорення відео: драйвер ядра і X-серверу з підтримкою OpenGL, ES/EGL
- Постійна памʼять: 2 ГБ для дискового образу
- Інтерфейс HDMI з окремим фреймбуфером
- USB-host
- від 512 МБ ОЗП